# Demetrio Volcic
Demetrio Volcic, właśc. Dimitrij (Mitja) Volčič (ur. 22 listopada 1931 w Lublanie, zm. 5 grudnia 2021 w Gorycji) – włoski dziennikarz, korespondent zagraniczny i polityk słoweńskiego pochodzenia. Senator, poseł do Parlamentu Europejskiego V kadencji.

## Życiorys
Urodził się w Królestwie Jugosławii, dokąd z Włoch wyjechali jego rodzice będący narodowości słoweńskiej. Rodzina po II wojnie światowej osiedliła się ponownie na terenie Włoch w Trieście. Demetrio Volcic studiował ekonomię na uniwersytecie w tym mieście, rozpoczynając wkrótce karierę dziennikarską.
W 1956 został zatrudniony w rzymskiej centrali RAI. Był wysyłany jako korespondent zagraniczny m.in. do państw bloku wschodniego (Czechosłowacji, ZSRR), a także do Austrii i Niemiec. Pisał dla dzienników „La Stampa”, „La Repubblica” i innych, jak również dla słoweńskojęzycznego czasopisma „Primorski dnevnik”. Od 1993 do 1995 był dyrektorem TG1, najpopularniejszego wówczas programu informacyjnego we Włoszech. Prowadził też wykłady z zakresu dziennikarstwa na macierzystej uczelni.
W drugiej połowie lat 90. zaangażował się w działalność polityczną. W 1997 z ramienia postkomunistycznej Demokratycznej Partii Lewicy został wybrany w skład Senatu XIII kadencji.
W wyborach w 1999 z listy Demokratów Lewicy uzyskał mandat posła do Parlamentu Europejskiego. Należał m.in. do frakcji socjalistycznej, pracował m.in. w Komisji Spraw Zagranicznych, Praw Człowieka, Wspólnego Bezpieczeństwa i Polityki Obronnej. W PE zasiadał do 2004. Powrócił następnie do działalności publicystycznej.